# Bea Miller

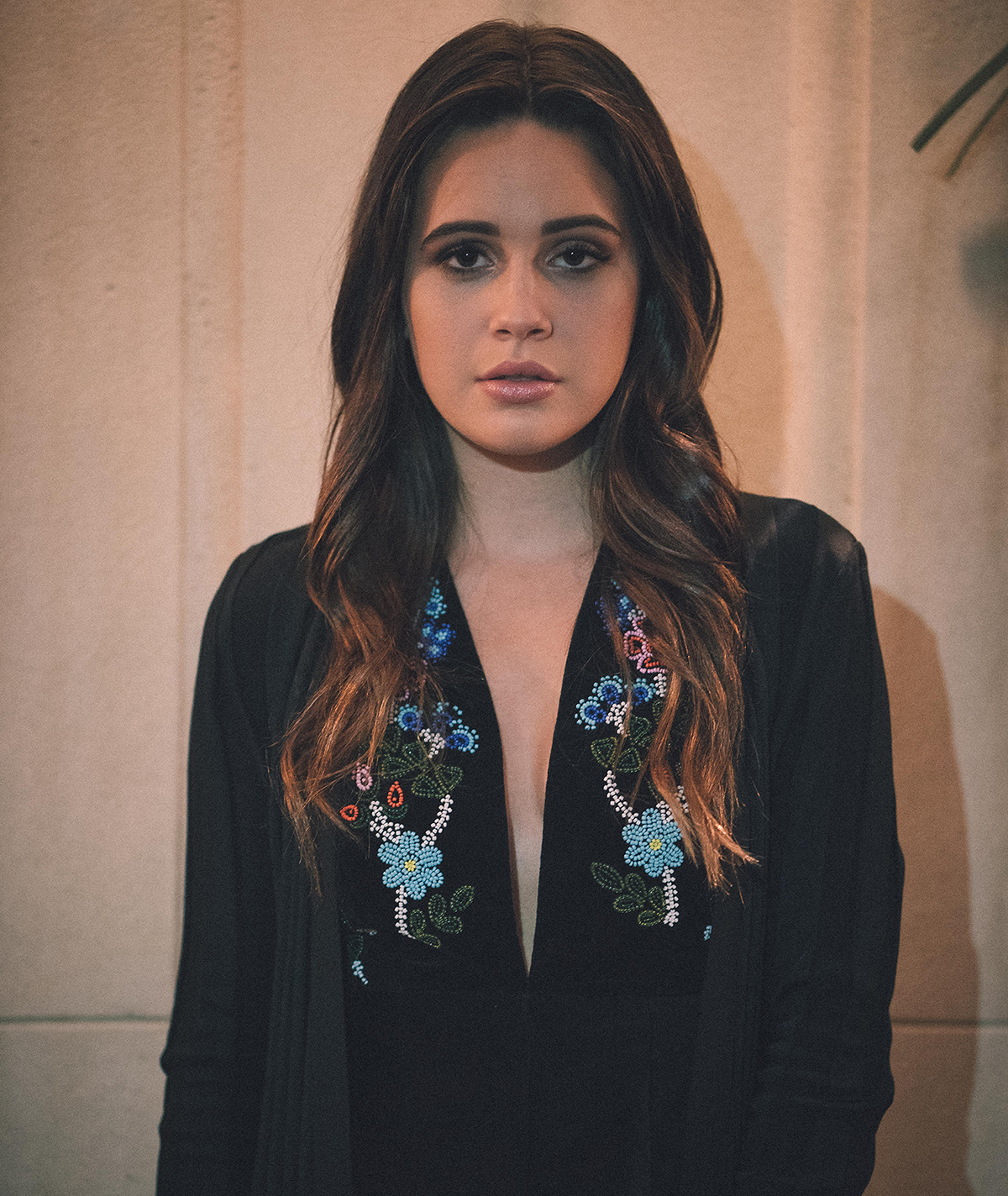
Bea Miller (2016)

Beatrice Annika „Bea“ Miller (* 7. Februar 1999 in Maplewood, New Jersey) ist eine amerikanische Sängerin, Schauspielerin und Webvideoproduzentin, die in der zweiten Staffel von The X Factor bekannt wurde.

## Leben
Bea Miller ist das Kind von Hilery Kipnis und Kim Miller. Sie hat zwei Geschwister, Esther und Georgia Miller.

## Karriere
Miller sang folgende Songs bei The X Factor:
- Cowboy Take Me Away von Dixie Chicks
- Pumped Up Kicks feat. Carly Rose Sonenclar von Foster the People
- Titanium von David Guetta feat. Sia
- I Won’t Give Up von Jason Mraz
- Iris von Goo Goo Dolls
- Time After Time von Cyndi Lauper
- Chasing Cars von Snow Patrol
- White Flag von Dido

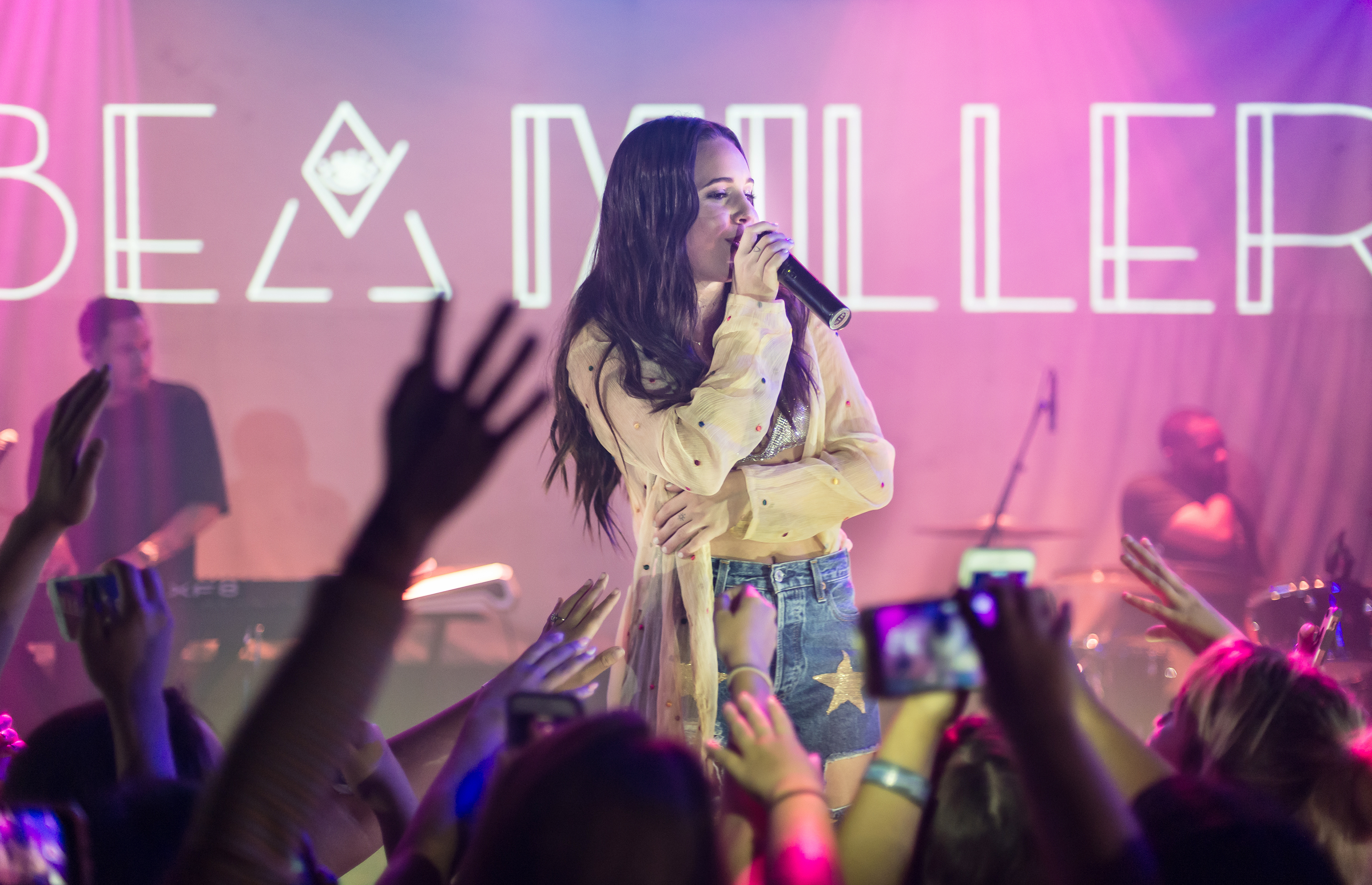
Bea Miller (2017)

Im April 2013 wurde bekannt, dass Miller einen Vertrag mit Syno Music sowie Hollywood Records abschloss. Sie arbeitete mit Autumn Rowe. Nach Ende von The X Factor änderte sie ihren Namen in Bea Miller. Sie veröffentlichte ihren neuen Song Rich Kids auf ihrem YouTube-Kanal. In weniger als einer Woche hatte sie 15.000 Klicks. Sie stellte auch Clips ihres Songs Enemy Fire und Dracula auf ihren Kanal. Sie arbeitete mit busbee, Jarrad Rogers, Mike Del Rio und anderen Produzenten an ihrem Album. Ihr Album Young Blood wurde am 22. April 2014 mit dem Eröffnungssong Young Blood veröffentlicht. Das Album war auf Platz 2 in den iTunes Pop Alben Charts und auf Platz 64 in den Billboard 200. Im gleichen Jahr veröffentlichte sie ihren Song Open Your Eyes, inspiriert von Jennifer Donnellys Buch Deep Blue: Songspell.
2015 erhielt sie einen Radio Disney Music Award in der Kategorie Bester Song zum Abrocken mit deinem besten Freund (engl. „Best Song to Rock Out to With Your BFF“) für Young Blood.

## Filmografie
- 2008: Saturday Night Live (Fernsehserie, eine Folge)
- 2008: Teddy Grams (Kurzfilm)
- 2009: The Wonder Pets (Fernsehserie, zwei Folgen)
- 2009: Shopaholic – Die Schnäppchenjägerin (Confessions of a Shopaholic)
- 2009: Tell-Tail
- 2009: Ice Age 3 – Die Dinosaurier sind los (Ice Age: Dawn of the Dinosaurs, Stimme)
- 2009: Yes, Virginia (Fernsehfilm, Stimme)
- 2009: Das schwarze Herz
- 2009: Yuppie Federation (Kurzfilm)
- 2010: Hens and Chicks (Kurzfilm)
- 2010: Toy Story 3 (Stimme)
- 2011: Too Big to Fail – Die große Krise (Too Big to Fail, Fernsehfilm)
- 2012: Lifted (Kurzfilm)
- 2012: Unforgettable (Fernsehserie, eine Folge)
- 2013: Officer Down
- 2013: Mary and Martha (Fernsehfilm)

## Diskografie

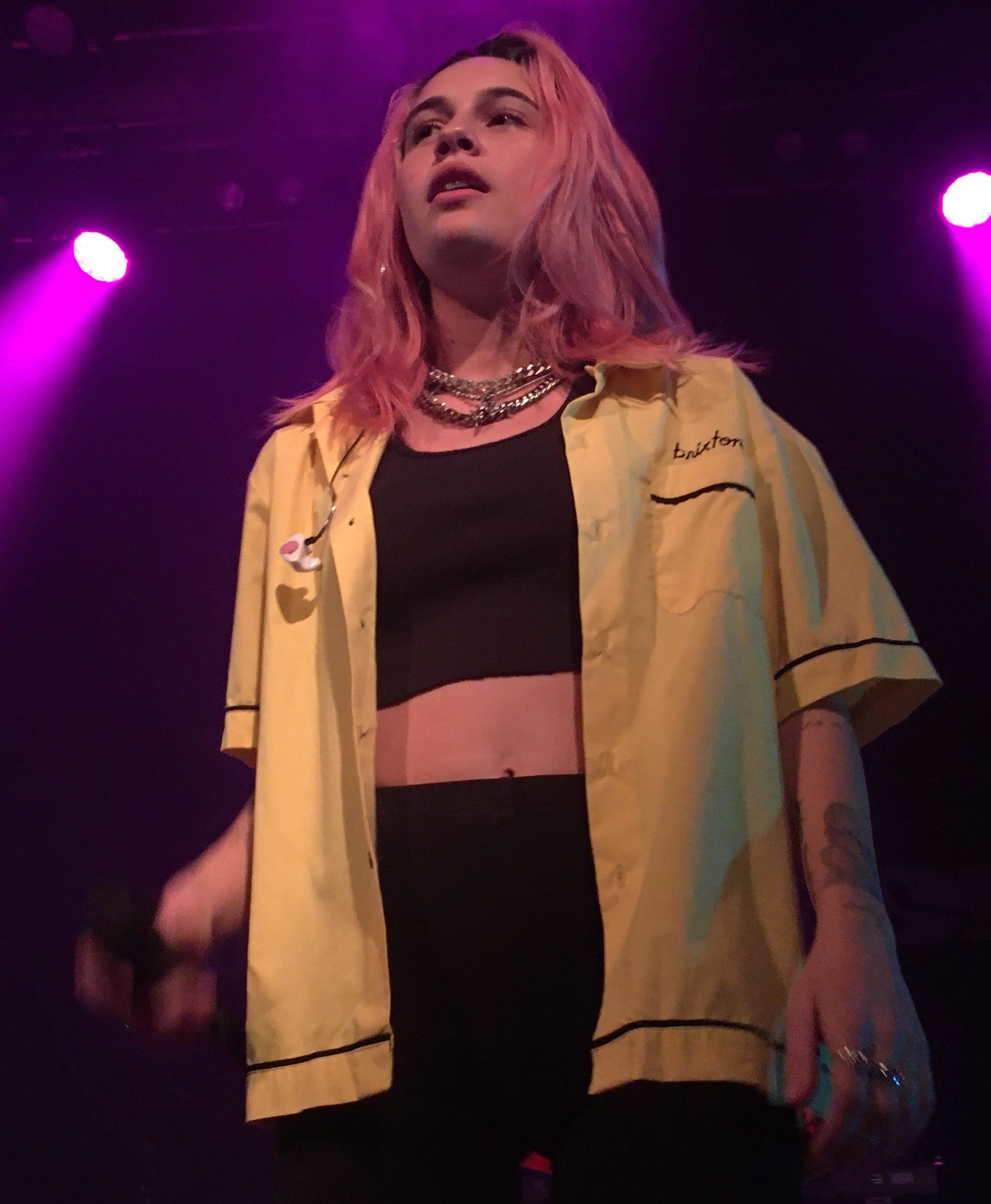
Bea Miller (2019)

### Alben
| Jahr | Titel          | Höchstplatzierung, Gesamtwochen, AuszeichnungChartsChartplatzierungen (Jahr, Titel, Platzierungen, Wochen, Auszeichnungen, Anmerkungen) | Anmerkungen                            |
| Jahr | Titel          | US | Anmerkungen                            |
| ---- | -------------- | --- | -------------------------------------- |
| 2015 | Not An Apology | US7 (8 Wo.)US | Erstveröffentlichung: 24. Juli 2015    |
| 2018 | Aurora         | — | Erstveröffentlichung: 23. Februar 2018 |

### EPs
| Jahr | Titel       | Höchstplatzierung, Gesamtwochen, AuszeichnungChartsChartplatzierungen (Jahr, Titel, Platzierungen, Wochen, Auszeichnungen, Anmerkungen) | Anmerkungen                          |
| Jahr | Titel       | US | Anmerkungen                          |
| ---- | ----------- | --- | ------------------------------------ |
| 2014 | Young Blood | US64 (2 Wo.)US | Erstveröffentlichung: 22. April 2014 |

Weitere EPs
- 2017: Chapter One: Blue
- 2017: Chapter Two: Red
- 2017: Chapter Three: Yellow
- 2020: Quarantine
- 2020: Sad Boy Hours
- 2020: Lust
- 2020: Elated!

### Singles
| Jahr | Titel Album                | Höchstplatzierung, Gesamtwochen, AuszeichnungChartsChartplatzierungen (Jahr, Titel, Album, Platzierungen, Wochen, Auszeichnungen, Anmerkungen) | Anmerkungen                                                |
| Jahr | Titel Album                | US | Anmerkungen                                                |
| ---- | -------------------------- | --- | ---------------------------------------------------------- |
| 2014 | Young Blood Not an Apology | US— GoldUS | Erstveröffentlichung: 22. April 2014 Verkäufe: + 500.000   |
| 2015 | Fire n Gold Not an Apology | US78 Platin · (1 Wo.)US | Erstveröffentlichung: 28. April 2015 Verkäufe: + 1.000.000 |
| 2017 | Like That Aurora           | US— GoldUS | Erstveröffentlichung: 29. Juni 2017 Verkäufe: + 520.000    |

Weitere Singles
- 2014: Dracula
- 2015: Enemy Fire
- 2015: Open Your Eyes
- 2015: Rich Kids
- 2016: Yes Girl
- 2018: Song Like You
- 2018: S.L.U.T.
- 2019: It’s Not U It’s Me (mit 6lack)
- 2019: Feel Something (US: Gold)
- 2021: Playground (im Rahmen von Arcane League of Legends)

### Gastbeiträge
| Jahr | Titel Album    | Höchstplatzierung, Gesamtwochen, AuszeichnungChartplatzierungen (Jahr, Titel, Album, Platzierungen, Wochen, Auszeichnungen, Anmerkungen) | Höchstplatzierung, Gesamtwochen, AuszeichnungChartplatzierungen (Jahr, Titel, Album, Platzierungen, Wochen, Auszeichnungen, Anmerkungen) | Anmerkungen                                                                  |
| Jahr | Titel Album    | UK | US | Anmerkungen                                                                  |
| ---- | -------------- | --- | --- | ---------------------------------------------------------------------------- |
| 2018 | I Wanna Know – | UK46 Gold · (15 Wo.)UK | US— PlatinUS | Erstveröffentlichung: März 2018 Verkäufe: + 1.910.000; NOTD feat. Bea Miller |

## Auszeichnungen für Musikverkäufe
| Goldene Schallplatte - Brasilien - 2024: für die Single It’s Not U It’s Me - Kanada - 2020: für die Single Feel Something - Mexiko - 2020: für die Single Feel Something - Polen - 2021: für die Single Feel Something - Spanien - 2024: für das Lied Photograph | Platin-Schallplatte - Brasilien - 2024: für die Single Like That - 2024: für die Single I Wanna Know - Neuseeland - 2019: für die Single I Wanna Know 2× Platin-Schallplatte - Brasilien - 2024: für die Single Feel Something - Kanada - 2019: für die Single I Wanna Know 4× Platin-Schallplatte - Australien - 2024: für die Single I Wanna Know |

Anmerkung: Auszeichnungen in Ländern aus den Charttabellen bzw. Chartboxen sind in ebendiesen zu finden.
| Land/RegionAuszeichnungen für Musikverkäufe (Land/Region, Auszeichnungen, Verkäufe, Quellen) | Gold     | Platin       | Verkäufe  | Quellen             |
| -------------------------------------------------------------------------------------------- | -------- | ------------ | --------- | ------------------- |
| Australien (ARIA)                                                                            | —        | 4× Platin4   | 280.000   | aria.com.au         |
| Brasilien (PMB)                                                                              | Gold1    | 4× Platin4   | 180.000   | pro-musicabr.org.br |
| Kanada (MC)                                                                                  | Gold1    | 2× Platin2   | 200.000   | musiccanada.com     |
| Mexiko (AMPROFON)                                                                            | Gold1    | —            | 30.000    | amprofon.com.mx     |
| Neuseeland (RMNZ)                                                                            | —        | Platin1      | 30.000    | radioscope.co.nz    |
| Polen (ZPAV)                                                                                 | Gold1    | —            | 25.000    | olis.pl             |
| Spanien (Promusicae)                                                                         | Gold1    | —            | 30.000    | elportaldemusica.es |
| Vereinigte Staaten (RIAA)                                                                    | 3× Gold3 | 2× Platin2   | 3.500.000 | riaa.com            |
| Vereinigtes Königreich (BPI)                                                                 | Gold1    | —            | 400.000   | bpi.co.uk           |
| Insgesamt                                                                                    | 9× Gold9 | 13× Platin13 |           |                     |